# Forêt d'Horte
La forêt d'Horte est un vaste massif boisé de la Charente limitrophe de la Dordogne, en France, située au sud-est d'Angoulême.

## Géographie
Ce massif forestier d'origine ancienne est situé à 25 km au sud-est d'Angoulême et couvre principalement toutes ou parties des communes de Dignac, Rougnac, Charras, Combiers, Vouzan, Sers en Charente, et les Graulges en Dordogne.
Il recouvre un vaste plateau entre les vallées de l'Échelle au nord-ouest, le Bandiat au nord-est, la route d'Angoulême à Périgueux (D 939) au sud-ouest et les villages de Combiers et Hautefaye au sud-est. Cette forêt est prolongée par la forêt de Dirac au nord-ouest de Dignac, mais aussi au sud-est en direction de Connezac où elle se soude à la forêt périgordine. Elle  fait environ 12 km de long sur 9 km de large, ce qui représente une surface d'environ 10 000 ha.
Ce plateau est à une altitude d'environ 180 mètres. Les points culminants sont de 220 m situés près de Dignac, Beaulieu, Grassac et Charras. Le pied de la forêt est à environ 150 mètres d'altitude.
La forêt est bordée au sud-ouest par la route d'Angoulême à Périgueux (D 939, ancienne N 139), et coupée en son centre par les routes D 16 (Montmoreau-Confolens par Villebois et Montbron) et D 25 (Angoulême-Combiers par Sers et Charras).
Elle était aussi coupée autrefois par la voie ferrée Angoulême - Périgueux, qui, remontant la vallée de l'Échelle, passait par Charbontière, Charras puis la Rochebeaucourt.
Elle inclut la forêt domaniale de la Mothe-Clédou, appelée maintenant la Mothe, qui a une surface de 968 ha, et la forêt de la Rochebeaucourt, situées au sud-est d'une ligne Charras-Rougnac.

## Histoire
La forêt d'Horte faisait partie avant le XIIe siècle de la grande forêt de Gros Bosc (d'où le nom de l'abbaye qui porte encore ce nom) qui a été fractionnée par les défrichements entre la forêt de la Braconne, la forêt de Bois Blanc, la forêt de Dirac et la forêt d'Horte. La forêt allait autrefois jusqu'au Bandiat, mais les vastes clairières de Charras, Mainzac, Grassac et Vouzan l'interrompent .

## Géologie
La forêt constitue le parement végétal d'une vaste plaque détritique miopliocène qui recouvre un substratum calcaire crétacé, dont la cuesta surplombe le jurassique à l'est, à Grassac et Charras.
À une période tertiaire mal précisée paléontologiquement, des sables argileux à galets en provenance du Massif central, se sont accumulés sur les terrains sédimentaires avoisinants. Les buttes crétacées les plus élevées portent les vestiges de ces « graviers à plateaux » sur lesquels se développent des forêts et des landes ou brandes à végétation silicole.
Le calcaire laisse place progressivement à ce sol formé de sable, d'argile et de galets au-dessus d'environ 150 m d'altitude, et la végétation change totalement.

## Végétation
Taillis sous futaie avec dominante taillis (la futaie occupe environ 10 à 15 %), avec une composition variant avec l'altitude, donc le sol.
- châtaigniers et pins maritimes, espèces calcifuges caractéristiques des sommets décalcifiés, principalement au centre
- chênes rouvres (ou sessiles), chênes pédonculés, charmes, pins sylvestres, dans les sous-bois calcaires, plus bas en altitude, principalement en lisière sud.

Toutefois, la forêt moderne ne laisse plus beaucoup de place à la végétation d'origine, et la forêt est peuplée de 20 % de résineux :
- sapins, épicéa, douglas
- pins sylvestres, pins maritimes, pins noirs

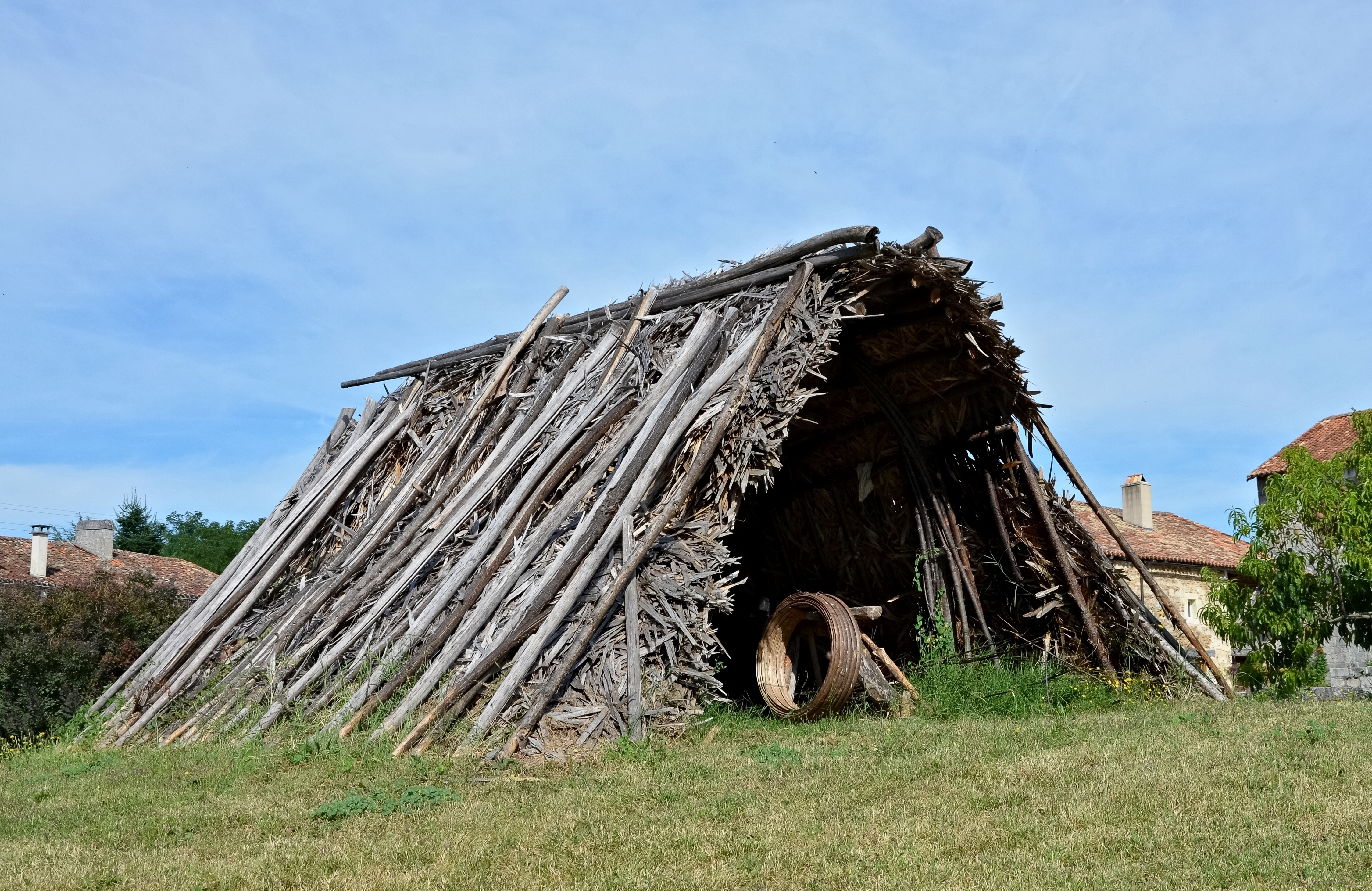
Loge traditionnelle de feuillardier près de Combiers.
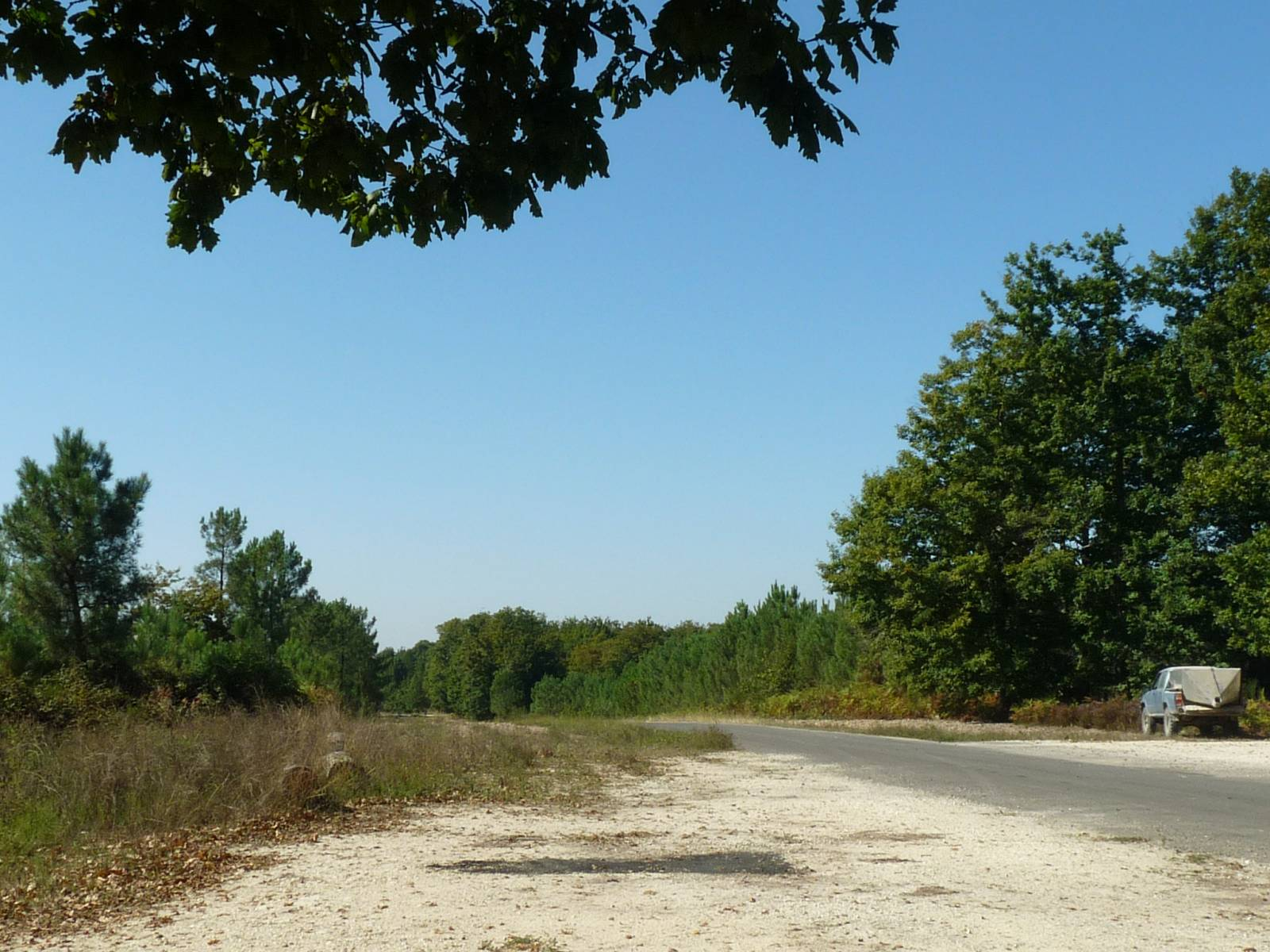
Réserve de chasse près de Grassac

## Lieux
- ruines de l'abbaye de Grosbot (commune de Charras)
- arborétum de la Mothe-Clédou
- ruine d'une église à Rozet (commune de Combiers)
- site préhistorique du Roc (commune de Sers)
- église orthodoxe de Doumérat (commune de Grassac)
- tour du Breuil (commune de Dignac)
- centre de convalescence de Monchoix (commune de Rougnac)